# Blokowanie (wojsko)
Blokowanie
- jest to całokształt działań bojowych wojsk lądowych, lotnictwa (sił powietrznych) i sił morskich (marynarki wojennej) prowadzonych w ramach blokady morskiej
- odizolowanie (okrążenie) punktu oporu (obiektu) lub zgrupowania wojsk przeciwnika z reguły częścią sił pierwszego rzutu nacierającego
- okresowe uniemożliwienie startu lotnictwa przeciwnika przez atakowanie jego samolotów na lotniskach oraz niszczenie i minowanie pasów startowych